# Casimir Willem van Hessen-Homburg
Casimir Willem van Hessen-Homburg (Weferlingen, 23 maart 1690 - Hötensleben, 9 oktober 1726) was prins van Hessen-Homburg. Hij behoorde tot het huis Hessen-Homburg.

## Levensloop
Casimir Willem was de jongste zoon van landgraaf Frederik II van Hessen-Homburg uit diens tweede huwelijk met Louise Elisabeth, dochter van Jacob Kettler, de hertog van Koerland. Hij werd opgevoed samen met zijn drie jaar jongere halfbroer Lodewijk George, uit het derde huwelijk van zijn vader. Tijdens een bezoek aan hertog Frederik Willem van Mecklenburg-Schwerin ontwikkelde hij een grote passie voor de jacht, die hij deelde met zijn vader en broers.
Omdat zijn oudere broer Frederik III hoger in de lijn van erfopvolging stond en twee zonen had, concentreerde Casimir Willem zich op een militaire carrière. Vanaf 1708 diende hij in een Mecklenburgs regiment onder prins Eugenius van Savoye. Begin 1715 werd hij actief in het Zweedse leger onder koning Karel XII. In de vroege zomer van 1715 werd hij nabij Wismar gevangen genomen, waarna hij het leger verliet.
In 1718 verdeelden Casimir Willem en zijn broers via loting een aantal landgoederen. Hierbij verwierf hij het landgoed van Hötensleben. Ook bezat hij in Homburg het Sinclairhuis, tegenover het slot van Homburg. 
Casimir Willem overleed in oktober 1726 op 36-jarige leeftijd. Hij liet een dagboek na waarin hij zijn passie voor de jacht en paarden omschreef. 

## Huwelijk en nakomelingen
Op 8 oktober 1722 huwde hij met Christina Charlotte (1690-1751), dochter van graaf Willem Maurits van Solms-Braunfels. Ze kregen drie kinderen:
- Frederik IV Karel (1724-1751), landgraaf van Hessen-Homburg
- Eugenius (1725)
- Ulrika Sophia (1726-1792)